# Goncourt
Goncourt – miejscowość i gmina we Francji, w regionie Grand Est, w departamencie Górna Marna. W 2013 roku jej populacja wynosiła 285 mieszkańców. 
1 stycznia 2016 roku połączono dwie wcześniejsze gminy: Bourmont-entre-Meuse-et-Mouzon oraz Goncourt. Siedzibą gminy została miejscowość Bourmont, a nowa gmina przyjęła nazwę Bourmont-entre-Meuse-et-Mouzon. 